# Abby Huntsman
Abigail Haight Huntsman (Filadelfia, 1º maggio 1986) è una giornalista e conduttrice televisiva statunitense.

## Biografia
Figlia di Jon Huntsman, Abby è cresciuta a Utah e si è laureata nel 2008 all'Università della Pennsylvania con un Bachelor of Arts in scienze politiche e scienze della comunicazione. Ha iniziato a lavorare all'età di 16 anni dietro le quinte di Good Morning America, per poi divenire produttrice e conduttrice di HuffPost Live. Nel 2012 è stata consulente di comunicazione nella campagna presidenziale di suo padre, mentre l'anno successivo Forbes l'ha inserita in una lista di under 30 dedicata alla sezione media.
Dal 2013 al 2015 la Huntsman è stata conduttrice di The Cycle per MSNBC. A ottobre 2015 è stata assunta a Fox News come giornalista e dal 2016 al 2018 ha condotto Fox & Friends Weekend sulla rete. Dal 2018 al 2020 ha presentato The View su ABC, ricevendo una candidatura ai Daytime Emmy Awards 2019.

## Vita privata
Abby Huntsman si è sposata nel 2010 e ha tre figli.